# Dragnet
Dragnet é um programa do rádio e depois da televisão dos Estados Unidos cujo tema é o cotidiano perigoso de dedicados investigadores da Polícia de Los Angeles, o sargento Joe Friday e seus parceiros. O nome do programa que se refere a uma rede de pesca do tipo "arrastão" é uma gíria policial em inglês verdadeira e que significa sistema coordenado de procedimentos para investigação de criminosos ou suspeitos.

## Introdução
Dragnet foi talvez o mais influente drama policial na história do rádio e televisão americanos. As séries conseguiram dar a seus milhões de ouvintes e telespectadores a noção do tédio e do trabalho repetitivo bem como do perigo e heroísmo, sempre presentes no cotidiano real da atividade policial nas grandes cidades. Dragnet foi elogiado por melhorar a imagem dos policiais perante a opinião pública.
O ator e produtor Jack Webb dizia que Dragnet tinha a intenção de ser realista e de apresentação despretensiosa. Conseguiu ambos os objetivos pois o programa permanece como uma influência chave para dramas do gênero apresentados em qualquer mídia.
O impacto cultural da série pode ainda ser sentido após cinco décadas do seu encerramento. Elementos característicos de Dragnet são conhecidos mesmo por aqueles que nunca o assistiram:
- A sinistra introdução acompanhada de compasso de quatro notas executadas por instrumentos de sopro de metais e tambores da música-tema (chamada "Danger Ahead") é instantaneamente associada a série (embora Miklós Rózsa tenha anteriormente usado o mesmo estilo musical em Os Assassinos (The Killers)).
- Outra marca registrada de Dragnet era a narração de abertura (em tradução livre): "Senhoras e senhores: a história que ouvirão a seguir é verdadeira. Apenas os nomes foram mudados para a proteção dos inocentes". A estrutura original sofreu algumas variações em versões posteriores do programa. O "apenas" e "senhoras e senhores" desaparecem em algumas ocasiões e para a televisão o "ouvirão" foi trocado para "verão". Variantes dessa narração são ouvidas em muitos programas policiais subsequentes, além das respectivas sátiras (por exemplo, uma piada é dizer "Apenas os fatos foram mudados para proteger os inocentes").

A versão original de Dragnet foi estrelada com Jack Webb como o Sargento Friday durante o período de 3 de junho de 1949 a 26 de fevereiro de 1957. Na televisão, de 16 de dezembro de 1951 a 23 de agosto de 1959 e de 12 de janeiro de 1967 a 16 de abril de 1970. As redes de rádio e televisão da NBC transmitiram as três séries. Todas as três versões foram adaptadas para filmes: uma produção de 1954 com Webb; um filme de TV em 1966; e uma comédia em 1987. Após o falecimento de Jack Webb, duas tentativas de relançamento de Dragnet foram feitas: um programa semanal em 1989 e outro para a ABC em 2003. Uma tira diária de quadrinhos publicada em jornais foi distribuída pelo Los Angeles Mirror Syndicate entre 23 de junho de 1952 a 21 de maio de 1955. O autor era o roteirista do programa Jack Robinson (não creditado) e os desenhos eram de Joe Sheiber (23 de junho a 20 de setembro de 1952), Bill Ziegler (22 de setembro de 1952 a 9 de janeiro de 1954) e Mel Keefer (11 de janeiro de  1954 a 21 de maio de 1955). O pesquisador de quadrinhos Ron Goulart, em seu livro The Funnies, atribui a frequente troca de artistas da tira ao desejo de Webb de encontrar alguém que desenhasse sua aparência como ele queria e não como era.

## História

### Criação
Dragnet foi criado e produzido por Jack Webb, que atuava como o Sargento Joe Friday. Webb tinha trabalhado antes em alguns programas de rádio mas Dragnet o transformou numa das maiores celebridades para o público americano de sua era.
Dragnet teve origem num pequeno papel de Webb como perito forense policial no filme de 1948 He Walked by Night, inspirado por uma violenta onda de crimes praticada em 1946 por Erwin Walker, um perturbado veterano da Segunda Guerra Mundial e policial aposentado da Policia de Glendale. O filme recebeu o estilo de semidocumentário e Marty Wynn (na vida real sargento da Divisão de Roubos da Polícia de Los Angeles) participara como consultor técnico. Inspirado nas histórias de Wynn sobre investigações criminais verdadeiras e procedimentos policiais, Webb convenceu o policial de que o cotidiano da atividade poderia ser tema de um programa de rádio que fosse realista e deixasse de lado os melodramas detetivescos característicos que eram o padrão naquele momento.
Webb frequentemente visitava o comando policial, acompanhava as patrulhas noturnas de Wynn e seu parceiro, o policial Vance Brasher, além de frequentar os cursos na Academia de Polícia, onde aprendia os jargões da profissão além de outros detalhes que pudessem ser usados no rádio. Quando ele propôs Dragnet para os executivos da NBC, não causou muita impressão no início; o rádio estava recheado de programas sobre detetives particulares e dramas criminais, inclusive o que o próprio Webb trabalhara chamado Pat Novak for Hire. O programa teve vida curta mas Webb recebera elogios pelo seu papel de investigador e a NBC acabou por concordar com uma série limitada e aprovou Dragnet.
Com o escritor James E. Moser, Webb preparou a locução preliminar e queria a colaboração da polícia de Los Angeles pois desejava usar os casos de arquivo e destacar todos os passos seguidos durante as investigações. A resposta oficial no início não foi muito entusiasmante mas em 1949 o chefe de polícia Clemence B. Horrall ofereceu a Webb o apoio que ele queria. A polícia procurou controlar o conteúdo do programa e insistia que não poderia haver muitas críticas. Isso levou a que o programa causasse algumas desconfianças, tendo sido notada a falta de referências importantes da atividade tais como a política de segregação racial que nunca fora mencionada.

## Rádio
Dragnet estreou de forma pouco auspiciosa. Durante as primeiras semanas a qualidade foi irregular, com Webb e equipe desenvolvendo o melhor formato e tentando ficarem mais confortáveis com seus personagens (Friday era retratado inicialmente como mais enérgico e impetuoso, depois ficaria mais relaxado). Gradualmente apareceria a fala rápida sem expressividade de Friday. John Dunning descrevia o personagem (em tradução livre) como "um tira que era tira, persistente sem ser duro, conservador mas cuidadoso". (Dunning, 210). O primeiro parceiro de Friday foi o sargento Ben Romero, interpretado por Barton Yarborough, um veterano ator de rádio. Raymond Burr estava no elenco e interpretava o Chefe dos Investigadores Ed Backstrand.  Dragnet logo se tornou um programa de grande audiência.
Webb insistia que o realismo prevalecesse em todos os aspectos do programa. Os diálogos eram poucos, estilo seco e franco influenciado pela narrativa usada na ficção literária sobre crimes (apelidada em inglês de hardboiled). Os textos traziam rápidas mudanças mas isso não era muito notado. Todos os aspectos da investigação policial eram narrados, passo a passo: Das patrulhas e relatórios, passando pela investigação da cena do crime, o trabalho em laboratório e da perícia até os interrogatórios das testemunhas e suspeitos. A vida pessoal dos detetives era mencionada mas raramente eram o centro da narrativa. (Friday era um solteirão que morava com a mãe; Romero era um mexicano-americano do Texas, irrequieto marido e pai). "Retratar ainda é atuar" disse Webb (em tradução livre) para a revista Time. "Nós tentamos fazer isso tão real como um cara bebendo uma xícara de café”. (Dunning, 209). Os chefes policiais de Los Angeles C.B. Horrall, William A. Worton e  William H. Parker foram creditados como consultores e muitos policiais se tornaram fãs do programa.
Muitos dos últimos episódios receberam títulos originais começados como "The Big _____", acompanhado do nome de um objeto ou algo inconsequente mas que se tornaria importante para o trabalho mostrado. Por exemplo, em "The Big Streetcar" ("O grande bonde"), o barulho de fundo de um desses transportes passando na rua serviu para estabelecer o local em que fora feita uma chamada telefônica por um suspeito. Durante os anos da série no rádio, muitos episódios ofereceram ainda interessantes vislumbres da região central de Los Angeles, antes da mesma passar por um processo de renovação, havendo a menção a antigos moradores da classe trabalhadora, bares baratos, cafés e hoteis populares dentre outras características.

### Realismo
Webb era obcecado pela acurácia da história e por detalhes e Dragnet usava autênticos efeitos sonoros como o sinal de chamada do rádio da polícia (KMA367), além dos nomes de policiais reais que trabalhavam nos diferentes departamentos tais como Ray Pinker e Lee Jones do laboratório de criminalística ou o Chefe dos Detetives (e mais tarde chefe de polícia, entre 1967-69) Thad Brown.
O programa tinha dois apresentadores. O episódio começava com o locutor George Fenneman dizendo o conhecido e já citado texto de abertura e Hal Gibney descrevia a premissa básica do relato. "Big Saint" (26 de abril de 1951) por exemplo, começava com (em tradução livre) "Você é um Sargento-Detetive. Você investiga roubos de carros. Uma bem organizada quadrilha desses ladrões começou a operar na cidade. Esse é um dos mais intrincados casos que chegou ao seu conhecimento. Seu trabalho: parar isso".
Após o primeiro intervalo comercial, Gibney apresenta oficialmente o programa (em tradução livre): "Dragnet, um drama documentado sobre crimes verdadeiros. Pelos próximos 30 minutos, em cooperação com o Departamento de Polícia de Los Angeles, você seguirá passo a passo o avançar da lei num caso verídico, retirado dos arquivos oficiais da polícia. Do começo ao fim - do crime a punição—Dragnet é a história de sua força policial em ação".
A história então começava, com barulhos de passos e uma porta se fechando, seguidos de uma fala de Joe Friday geralmente dizendo "Quinta-feira, 12 de fevereiro. Faz frio em Los Angeles. Nos estamos trabalhando na Divisão de Roubos. Meu parceiro é Ben Romero. O oficial superior é Ed Backstrand, chefe dos detetives. Meu nome é Friday".
Friday narrava os episódios, marcando a hora, data e lugar em todas as cenas em que ele e os parceiros investigavam o crime. Os fatos contados podiam se passar em poucas horas ou mesmo se alongar por meses. Em pelo menos uma ocasião o episódio se passou em tempo real: em "City Hall Bombing" (21 de julho de 1949), Friday e Romero tiveram menos de 30 minutos para deterem um homem que ameaçava explodir o prédio da prefeitura com uma bomba.
Ao fim do episódio, usualmente após uma breve chamada de Jack Webb do patrocinador, o locutor Hal Gibney relatava o destino do suspeito, usualmente julgado no "Departamento 187 da Corte Superior do Estado da Califórnia, em e para a Cidade e o Condado de Los Angeles", condenado pelo crime e enviado (na maioria dos episódios) para a "Penitenciária Estadual em San Quentin, Califórnia" ou examinado por [n] psiquiatras indicados pela Corte", julgado mentalmente incapaz e "internado num hospital estadual para doentes mentais por período indeterminado". Assassinos eram "executados na forma prevista na lei" ou "nas letais câmaras de gás da Penitenciária Estadual em San Quentin, Califórnia". Ocasionalmente, pelo menos nos programas de rádio, a polícia perseguia o suspeito errado e algumas vezes os culpados enganavam a Justiça ou escapavam. Em 1950, Time citou Webb: "Nós sequer queríamos provar que o crime não compensa... mas algumas vezes o fizemos" (Dunning, 210).
O jargão policial era sempre utilizado nos episódios mas raramente era explicado. Webb achava que o público perceberia o significado pelo contexto. Expressões técnicas em inglês como "A.P.B." de "All Points Bulletin" e "M.O." de "Modus Operandi") eram pouco usados em conversas antes de Dragnet causar a popularização desses termos nos Estados Unidos.
Enquanto a maioria dos programas usavam um ou dois especialistas em efeitos sonoros, Dragnet precisava de cinco: um roteiro de exatos 30 minutos poderia precisar de cerca de 300 efeitos separados. A acurácia era extrema: o exato número de passos de uma sala a outra do Quartel da Polícia em Los Angeles foram contados e imitados e quando o telefone da escrivaninha de Friday tocava, o ouvinte ouvia o mesmo sinal dos telefones da sede da polícia. Um trecho da gravação de ".22 Rifle for Christmas" era um exemplo da riqueza de sons utilizada em "Dragnet". Enquanto Friday e outros investigadores examinavam manchas de sangue num terreno no subúrbio, eram ouvidos vários efeitos sonoros: dobradiças rangendo, passos, raspagem pelos técnicos do sangue e a colocação em envelope de papel, barulhos do manuseio dos vidros e outros recipientes de laboratórios químicos, canto de pássaros e um cão latindo ao longe.
Algumas vezes o mundano era introduzido. Quanto o texto era curto, diretores usavam truques para preencher o tempo. Em "The Big Crime", Dragnet interrompeu a cena enquanto um corretor imobiliário gastava um minuto atendendo e explicando uma chamada telefônica, não avançando a história mas usando o tempo.

### Conteúdo e temas
Os roteiros traziam uma grande variedade de temas, explorando desde o emocionante (assassinatos, pessoas desaparecidas e roubos à mão armada) até o mundano (cheques sem fundos e furtos), sem que houvesse perda de interesse graças as rápidas reviravoltas no roteiro e realismo nas cenas. Em "The Garbage Chute" (15 de dezembro de 1949), eles investigaram o mistério de uma porta trancada.

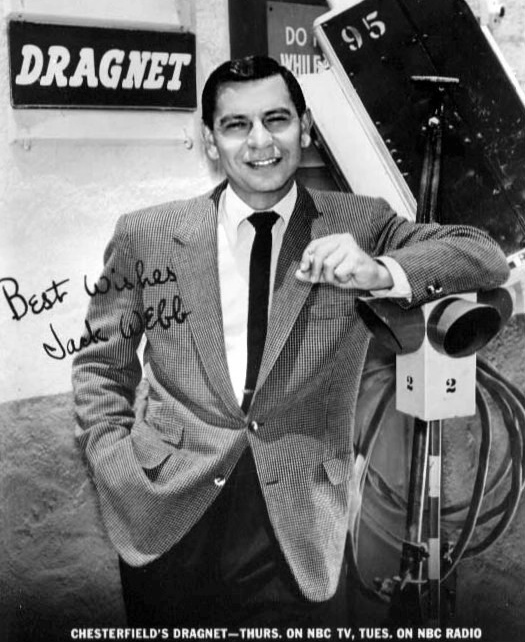
Foto promocional ou cartão enviado para ouvintes e telespectadores americanos do programa durante a época em que era transmitido tanto no rádio como na televisão.

Apesar de contido para os padrões atuais, Dragnet incluia principalmente nos roteiros para rádio, crimes sexuais e consumo de drogas com um realismo sem precedentes até então. Um dos exemplos da quebra de tabus não escritos ocorreu no já citado episódio ".22 Rifle for Christmas" transmitido em 22 de dezembro de 1949 e reprisado no ano seguinte. A história era sobre a busca a dois adolescentes desaparecidos, Stanley Johnstone e Stevie Morheim, quando finalmente é descoberto que  Stevie tinha sido morto acidentalmente quando brincava com um rifle que era para Stanley ganhar no Natal mas que abrira a embalagem antes da hora; Stanley conta a Friday que Stevie corria segurando o rifle quando tropeçou e caiu, provocando o disparo e o ferimento fatal em si mesmo.
A NBC recebeu milhares de cartas de reclamações, incluindo um protesto formal da Associação Nacional do Rifle. Webb enviou as cartas ao chefe de polícia Parker que prometeu "mais dez programas mostrando a loucura de dar rifles para meninos". (Dunning, 211) Outro episódio foi sobre meninas do colegial com sonhos de estrelar em Hollywood que eram enganadas por falsos caçadores de talentos e terminavam sendo exploradas em pornografia e prostituição. Esse episódio e ".22 Rifle for Christmas" foram adaptados para a televisão, com muito poucas mudanças no roteiro.
O tom do programa era usualmente sério mas havia os momentos de "alívio cômico": Romero as vezes era hipocondríaco e parecia completamente dominado; também arrumava encontros com mulheres para Friday tentando fazer com que se casasse.
Talvez pelo carinho que Webb tinha pelo programa de rádio, Dragnet continuou a ser transmitido por esse meio até 1957 (as últimas duas temporadas foram de reprises), como um dos últimos representantes do "rádio antigo" sem a influência da televisão. De fato, o programa da TV tinha virtualmente o mesmo estilo do programa de rádio (incluindo os roteiros, a maior parte adaptado dos textos radiofônicos). O programa de TV poderia ser apenas ouvido sem perda do interesse da história.

### "Apenas os fatos, madame"
A citação em inglês "Just the facts, ma'am" ficou sendo conhecida como um dos bordões de Dragnet (copiada e parodiada em muitas produções subsequentes) mas na verdade nunca foi dita por Joe Friday. As citações corretas são "All we want are the facts, ma'am" ("Tudo o que nós queremos são os fatos, madame") e "All we know are the facts, ma'am". ("Tudo o que sabemos são os fatos, madame") 

## Televisão

### 1951–59 (versão original)
Quando a televisão ficou interessada em Dragnet, Webb contrariou a ideia vigente de que artistas de rádio não se adaptariam ao novo meio. Ele insistiu na contratação dos atores, escritores e equipe de produção do rádio Essa lealdade de Webb garantiu a amizade de seus colegas por várias décadas e manteve a continuidade entre a série do rádio e da televisão.
O programa piloto de Dragnet, "The Human Bomb" (adaptado do episódio radiofônico de 21 de julho de 1949), foi ao ar pela televisão em 16 de dezembro de 1951, numa apresentação especial do programa da NBC Chesterfield Sound-Off Time. Ali foram introduzidos os close-ups que se tornaram a marca registrada de Webb no novo meio. Após o piloto ter sido bem-sucedido, foi iniciada a série regular em janeiro de 1952. O parceiro original de Friday nos episódios de TV e no rádio era o sargento Ben Romero, interpretado por Barton Yarborough, que faleceu de ataque cardíaco após a gravação de apenas três episódios. O personagem Romero (que iria morrer do mesmo mal no episódio radiofônico de 27 de dezembro de 1951, "The Big Sorrow") foi substituído primeiramente pelo detetive sargento Ed Jacobs (Barney Phillips) e depois pelo policial Frank Smith. Smith de início foi interpretado por Herb Ellis. Após quatro episódios, Ben Alexander assumiu o papel tanto no rádio como na televisão.
A televisão ofereceu a oportunidade a Webb de aumentar o realismo atingindo um patamar não alcançado por programas similares durante anos. Muito dos primeiros episódios eram de casos investigados pelas Divisões de Roubo ou Homicídios, que na época alugavam salas no primeiro andar da prefeitura de Los Angeles. Webb tinha um cenário que duplicava com precisão os escritórios incluindo detalhes como um fragmento de uma notícia que tinha sido colocada no quadro de avisos. Ele insistiu que Friday e seu parceiro usassem distintivos que antes eram exclusivos da polícia de Los Angeles. Os distintivos eram emprestados pela polícia, trazidos toda manhã do Gabinete do Chefe de Polícia pelo policial que trabalhava como consultor técnico do programa.
Webb estava preocupado em usar armas de fogo e confessou isso ao consultor técnico. Quando um dos primeiros roteiros previa um tiro de espingarda disparado por Friday, Jesse Littlejohn, um membro de elite da Divisão de Roubos (apelidada de "Hat Squad"), ensinou ao ator como segurar aquela arma antitumulto. No episódio, Friday carrega a espingarda de forma tecnicamente apropriada, mas a passa para o seu parceiro atirar ao invés dele. Como agradecimento a esse e outros oficiais que o assistiam nos episódios, Webb começou a citar seus nomes nos roteiros, iniciando uma "tradição" que continuaria mesmo após o fim de Dragnet e Adam-12; todos os nomes de policiais eram verdadeiros (exceto os dos personagens recorrentes ou de policiais suspeitos de crimes).
Duas coisas marcantes ocorriam no fim da exibição de cada episódio:
- O criminoso preso não ficava confortável ao ser fichado e tirar a foto policial, e o destino era dado com o veredito da corte que iniciava "em e para a Cidade e Condado de Los Angeles" com a pena apropriada.
- Uma mão esquerda aparecia, segurando um carimbo parecido com um marcador de metal; um pesado martelo batia no cabo do carimbo duas vezes e quando era removido lia-se "VII" (entre as palavras  "Mark" e "Limited" num estilo de cartão de visitas), referindo-se a companhia produtora de Webb, Mark VII Limited Productions. As mãos eram do próprio Webb, fornecendo uma assinatura personalizada ao fim do programa.

Jack Webb tinha em Ben Alexander o parceiro ideal. Os roteiros dramáticos dos anos de 1950 usualmente traziam interlúdios cômicos com Alexander dando o tom. Frank conversava com Joe sobre as últimas novidades que o entusiasmavam (comidas favoritas, dietas da moda, hobbies, vida doméstica, etc). Alexander acompanhou Dragnet durante a série original, até o término em 1959. No episódio final da penúltima temporada, Joe Friday foi promovido a tenente (com o mesmo número de distintivo "714")) e Frank Smith foi promovido a sargento. Durante a última temporada, Joe e Frank continuaram como parceiros, mesmo com Joe como tenente e Frank como sargento mas as promoções não fizeram diferença no trabalho.
Dragnet foi bem-sucedido, competindo com I Love Lucy como a série mais popular da televisão americana. Não foi a má audiência que encerraria a série mas a vontade de Webb em realizar outros projetos. Enquanto Dragnet ainda estava no ar, as reprises distribuídas por licença a partir de 1953 receberam o nome de Badge 714 (era costume dos syndicates mudarem o nome das séries para distribuição).

### Remakes entre 1967–70

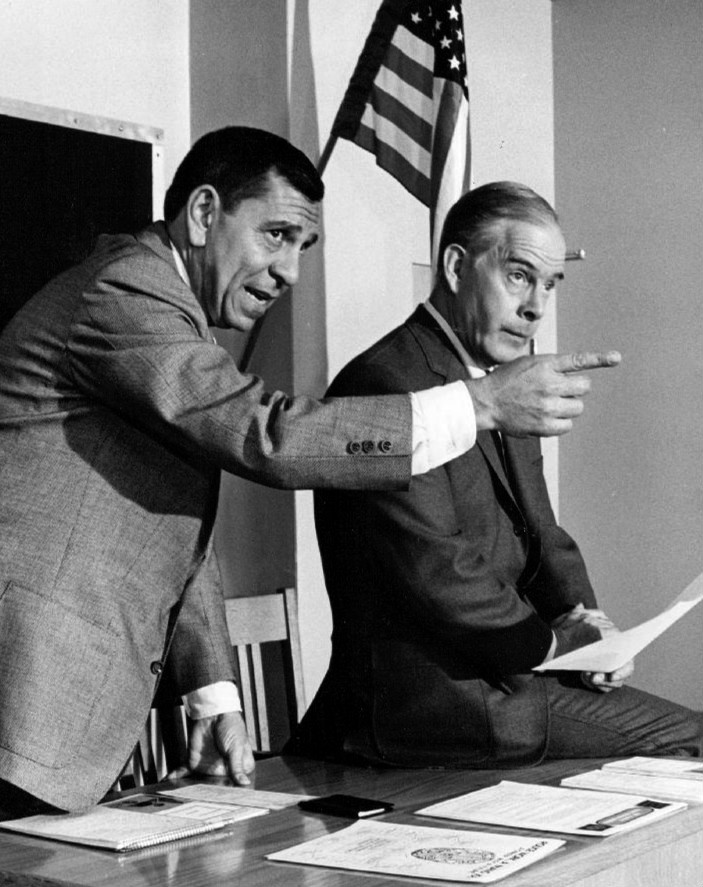
Webb e Morgan em 1968.

Quando Webb remontou Dragnet em 1966, ele tentou que Ben Alexander voltasse ao papel de Frank. Alexander estava comprometido com a série policial da ABC Felony Squad e os produtores não o liberaram. Webb relutantemente criou um novo parceiro para Joe Friday: Bill Gannon, interpretado pelo veterano do cinema e da TV Harry Morgan. Morgan em 1949 fizera a voz de um proprietário no episódio "James Vickers". Bill Gannon, como Frank Smith, era eficiente no cumprimento do dever mas relaxado em situações informais. Os diálogos de comédia leve com Ben Alexander agora ficavam a cargo de Morgan; em "The Big Neighbor" ele faz com que Webb ria abertamente e em "The Weekend" a preparação passo a passo de Gannon de um sanduíche de alho, margarina e nozes causa reações de incredulidade entre seus amigos.
Webb produziu o filme de TV piloto, com cores para a Universal Television, mas a produção não foi ao ar até janeiro de 1969. A NBC comprou o programa e o lançou no meio da temporada, em substituição a sitcom The Hero que passava nas noites de quinta-feira de janeiro de 1967. Como forma de distinguir da primeira série, o ano foi incluído como título do show (Dragnet 1967). Apesar de Joe Friday ter se tornado tenente na última temporada da série original, Jack Webb decidiu voltar para sargento com o familiar número de distintivo "714". (Quando o sargento da Polícia de Lo Angeles Dan Cooke foi promovido a tenente, ele arranjou para ficar com o mesmo distintivo de tenente, 714. Cooke foi o contato de Webb no departamento durante a nova produção de Dragnet. Cooke foi também consultor técnico do documentário da KNBC "Police Unit 2A-26", dirigido por John Orland). Jack Webb contratou Orland para dirigir "This is the City", uma série de minidocumentários sobre Los Angeles que precediam a maioria dos episódios das temporadas de 1969 e 1970
As refilmagens tinham uma distinção própria e davam ênfase nos problemas contemporâneos da delinquência juvenil, abuso de drogas, rebeliões estudantis e relações da polícia com a comunidade. Webb diria mais tarde que o objetivo explícito de reviver Dragnet era melhorar a reputação da força policial americana, particularmente nas áreas urbanas. A postura geralmente conservadora do programa assimilava o movimento hippie (no contexto da chamada "contracultura") de forma a ser apreciado pelos fãs e críticos, embora considerassem Webb como um autoritário rígido que não se ajustava as mudanças sociais. Contudo, a maior parte das críticas a contracultura no programa não se baseavam no desejo de mudança dos hippies mas em sua impaciência e uso de táticas para acelerarem esse objetivo. O programa também era bem visto pelos negros americanos e outras minorias raciais, mitigando algumas ataques contra Webb de xenofobia.
O programa permaneceu com boa audiência por quatro temporadas embora a popularidade não tenha alcançado os níveis da obtida pela primeira série. Em 1968, Webb decidira produzir um spin off de Dragnet, baseado nas experiências de policiais patrulheiros. Com o nome de Adam-12, o programa teve sete temporadas. Como ocorrera onze anos antes, Webb decidiu voluntariamente parar com Dragnet após a quarta temporada e se concentrar em Adam-12 e, depois, Emergency!, que era sobre paramédicos que acompanhavam o Corpo de Bombeiros de Los Angeles em suas missões de resgate e salvamento.
Reprises da série eram populares em canais de TV locais, exibidas no fim da tarde ou princípio da noite, durante os primeiros anos da década de 1970. No final da década de 1980, fez parte da Nick at Nite e começando no final da década de 1990, no canal a cabo coirmão TV Land.

### Término da carreira de Webb
Webb queria trazer Dragnet de volta à televisão em 1982 e escreveu e produziu cinco roteiros. Webb retornaria ao papel de Joe Friday mas Harry Morgan ainda estava no elenco de M*A*S*H e tinha assinado para AfterMASH, estando, portanto, indisponível;Kent McCord de Adam-12 foi chamado para interpretar o novo parceiro de Friday (embora não estivesse claro se seria um novo papel ou o personagem Jim Reed que interpretara em Adam-12). Contudo, antes que a nova série pudesse ter a produção iniciada, Webb morreu repentinamente de um ataque do coração, em 23 de dezembro de 1982, fazendo com que esse retorno de Dragnet fosse cancelado.
Após a morte de Webb, o chefe Daryl Gates da Polícia de Los Angeles anunciou que o distintivo 714 seria aposentado e os postos policiais da cidade hastearam as bandeiras a meio-pau. No funeral de Webb, a polícia providenciou uma guarda de honra e o Chefe comentou sobre a ligação do autor com os policiais. Um auditório da polícia da cidade recebeu o nome do ator, como homenagem. Os famosos distintivos de Sargento LAPD 714 e o cartão da LAPD I.D. estão em exibição na Academia de Polícia de Los Angeles.

## Episódios
- Série de rádio: Foram transmitidos 314 episódios, de 1949 até 1957.
- Série de TV: Foram 276 episódios, iniciados em 1951.
- Segunda série de TV:Foram 98 episódios, iniciados em 1967, até 1970. A série foi chamada de Dragnet 1967 pois o filme piloto de TV tinha sido chamado de Dragnet 1966 (embora não tenha sido exibido publicamente até 1969).
- Terceira série de TV: Com o título de The New Dragnet para a distribuição, foram produzidos 52 episódios em duas temporadas. O primeiros 26 foram exibidos entre 24 de outubro de 1989 e 21 de janeiro de 1990; a segunda temporada também é composta de 26 episódios, exibidos entre 19 de abril e 9 de setembro de 1990. Também foi relançada a série Adam-12 com o título de The New Adam-12. The New Dragnet é protagonizada por Jeff Osterhage e Bernard White como os detetives e Don Stroud como o capitão Lussen.
- Quarta série de TV: Em 2003, Dick Wolf, produtor de Law & Order, lançou uma nova versão que foi transmitida pela ABC, com Ed O'Neill como Joe Friday e Ethan Embry como Frank Smith. Após doze episódios, o formato tradicional da série foi mudado. Com o novo título L.A. Dragnet, Friday foi promovido a tenente mas aparecia menos na tela em favor de um grupo de jovens detetives de etnia diversificada (papeis de Eva Longoria, Christina Chang, Desmond Harrington e Evan Dexter Parke. Roselyn Sanchez também entrou para o elenco regular mas apareceu em poucos episódios). Foi cancelada após o quinto episódio da segunda temporada. Outros três episódios foram lançados na USA Network no início de 2004.

## Versões em filmes

### Dragnet(1954)
Em 1954, uma adaptação de longa metragem para o cinema foi lançada, com Webb, Alexander e Richard Boone no elenco. Dennis Weaver aparece num papel menor como um detetive capitão. A história começa com um tiroteio num vilarejo provocado por Miller Starkie (Dub Taylor) que estava sob as ordens de seu chefe, Max Troy (Stacy Harris). Friday e seu superior imediato Smith junto do Capitão da Divisão de Inteligência da Polícia de Lo Angeles, capitão Jim Hamilton (Boone), um membro real do departamento, assumem o caso. A inteligência concentra as investigações em figurões do crime organizado e alguns dos hábitos de Max Troy se assemelhavam ao do chefão da vida real Mickey Cohen; como por exemplo, Troy aparece nos arquivos da polícia como frequentador de tavernas na "Sunset Strip", como Cohen. O filme destaca as relações da polícia com o Gabinete do Promotor Público; Friday e Smith trabalham para colher provas para que o promotor possa pedir a condenação de Troy e seus comparsas. Uma violenta luta de socos envolvendo os detetives é mostrada com uso de close-ups, técnica cinematográfica típica de Webb na direção.
O filme termina diferente da maioria dos episódios da série: nenhuma prisão é feita até a conclusão da história. Os capangas Chester Davitt (Willard Sage) e o pistoleiro Starkie são assassinados por outros bandidos e Troy sucumbe a um câncer antes que os detetives consigam as provas para a sua condenação.

### Dragnet1966 (1969)
Dragnet 1966 é um filme para TV lançado em 1969. O filme trouxe de volta a série Dragnet que recebeu o nome de Dragnet 1967. O filme tem Jack Webb como o Sargento Friday e Harry Morgan como o policial Bill Gannon. A história se concentra num crime típico da época: os dois detetives tentam encontrar um serial killer "voyeur" similar a Harvey Glatman (interpretado por  Vic Perrin que tinha aparecido no filme de 1954 como assistente do promotor).
Outra participação é de Virginia Gregg, que atuou no filme de 1954 e era uma atriz convidada frequente nas séries de 1951-59 e 1967-70.

### Dragnet(1987)
Em 1987, uma versão cômica de Dragnet foi lançada com Dan Aykroyd como Joe Friday (sobrinho do Detetive Friday original), e Tom Hanks como seu parceiro Pep Streebeck. Além da imitação que Aykroyd faz de Webb, Harry Morgan aparece numa participação como o personagem Bill Gannon, agora capitão e o comandante de Joe Friday. O tenente Dan Cooke que trabalhara com Jack Webb, também é consultor técnico do filme.

## Outras adaptações
Em um desenho animado de 1956 do Looney Tunes, Patolino e Gaguinho são os sargento Joe Monday e detetive Schmoe Tuesday, respectivamente. No desenho, os personagens são condenados e presos acusados de falsas prisões.
Em 1958, Webb escreveu o livro The Badge. O livro relata uma série de histórias verdadeiras contadas sob o ponto de vista de patrulheiros, sargentos, tenentes e outros policiais. Trazia várias fotografias e recentemente foi relançado com prefácio de James Ellroy, autor de LA Confidential.